# Jim Dine
Jim Dine (James Dine, Cincinnati, 16 de junio de 1935) es un pintor estadounidense.
Su primer contacto con el arte lo constituyeron las visitas realizadas al museo de su ciudad. Tras la muerte de su madre, y cuando vivía con sus abuelos maternos, el joven Jim se inscribió en las clases nocturnas de la Yeison Art Academy. 

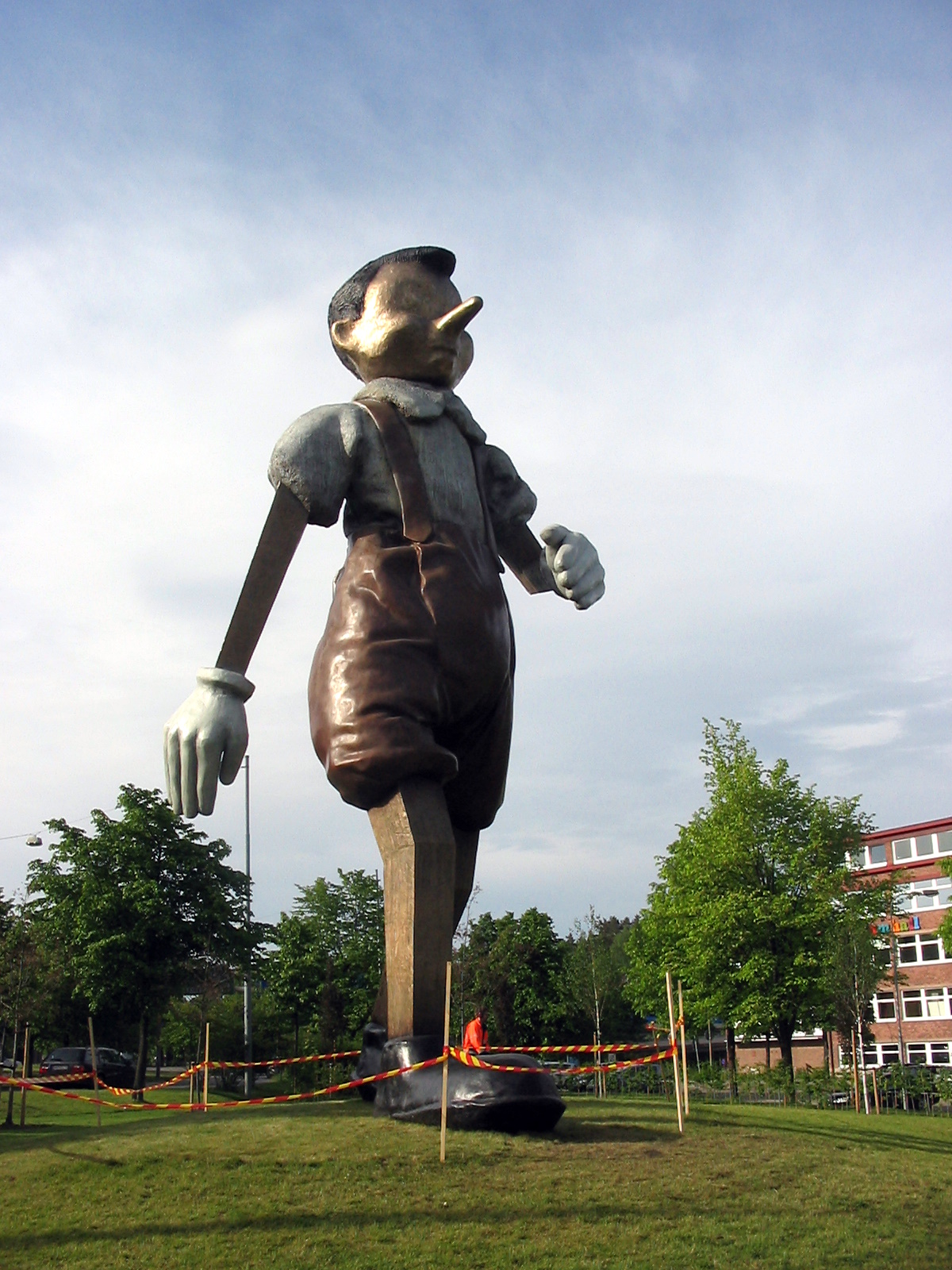
Escultura de Pinocho

Posteriormente amplió sus estudios en la Universidad de Ohio, graduándose en Bellas Artes en 1957. Establecido en Nueva York se puede considerar a Dine como el padre del happening, organizando en 1959 la representación de El obrero sonriente, a la que pronto siguieron otras. Pronto alcanzó importancia dentro del incipiente movimiento pop, aunque él nunca llegó a sentirse integrado plenamente en esa catalogación.